# Погорничены
Погорничены (рум. Pohorniceni, Похорничень) — село в Оргеевском районе Молдавии. Относится к сёлам, не образующим коммуну.

## История
Название села происходит от слова «пахарник» (рум. paharnic,чашник) — боярского чина в средневековой Молдове, в функции которого входило, в частности, управление господарскими виноградниками.

## География
Село расположено на высоте 58 метров над уровнем моря.

## Население
По данным переписи населения 2004 года, в селе Похорничень проживает 951 человек (454 мужчины, 497 женщин).
Этнический состав села:
| Национальность | Число жителей | Процентный состав |
| -------------- | ------------- | ----------------- |
| молдаване      | 929           | 97.69             |
| румыны         | 18            | 1.89              |
| украинцы       | 2             | 0.21              |
| русские        | 2             | 0.21              |
| Всего          | 951           | 100 %             |